# كارولين بيرغ إريكسن
كارولين بيرغ إريكسن (بالنرويجية البوكمول: Caroline Berg Eriksen)‏ هي مدونة وصحفية نرويجية، ولدت في 28 يناير 1987 في ساربسبورغ في النرويج.

## وصلات خارجية
- كارولين بيرغ إريكسن على موقع IMDb (الإنجليزية)